# Simone Serdini
Simone Serdini, o Simone di Ser Dino Forestani de' Saviozzi, detto il Saviozzo (Siena, 1360 circa – Tuscania, 1420), è stato un poeta italiano.

## Biografia
Fu cancelliere ed oratore al seguito di signorotti o condottieri italiani come Ludovico Alidosi e Pandolfo III Malatesta.
La sua produzione poetica fu fortemente ispirata dall'opera di Dante; in alcuni casi quasi la imitò, ma giungendo anche a risultati più originali. Contribuì attivamente alla diffusione della Divina Commedia con un codice manoscritto, e fu autore di un capitolo di commento alla Commedia. Fu uno dei capiscuola del gusto dantesco, sviluppatosi alla fine del Trecento, ed ebbe influsso sulla poesia del secolo successivo.
Accolto alla corte di Ladislao d'Angiò-Durazzo, fu al servizio di Angelo Tartaglia, che però poi lo fece imprigionare; morì in carcere a Toscanella, forse suicida, nel 1420. Secondo altri storici, come Uberto Benvoglienti, morì naturalmente di vecchiaia.

## Opere
- Le stelle universali e i ciel rotanti canzone dove il poeta si lamenta della cattiva sorte snocciolando le sue miserie in un interminabile lamento.
- Storia di una fanciulla tradita da un suo amante.
- Amore e povertà.